# نفسان (السوادية)

تعديل مصدري - تعديل

نفسان هي إحدى قرى عزلة ال حسن بمديرية السوادية التابعة لمحافظة البيضاء، بلغ تعداد سكانها 157 نسمة حسب تعداد اليمن لعام 2004.